# Керкленд (Нью-Йорк)
Керкленд (англ. Kirkland) — місто (англ. town) в США, в окрузі Онейда штату Нью-Йорк. Населення — 10 075 осіб (2020).

## Демографія
Згідно з переписом 2010 року, у місті мешкало 10 315 осіб у 3722 домогосподарствах у складі 2250 родин. Було 3960 помешкань
Расовий склад населення:
| - 93,6 % — білих - 2,6 % — азіатів - 1,3 % — чорних або афроамериканців - 0,2 % — корінних американців |

До двох чи більше рас належало 1,6 %. Частка іспаномовних становила 2,4 % від усіх жителів.
За віковим діапазоном населення розподілялося таким чином: 16,3 % — особи молодші 18 років, 66,5 % — особи у віці 18—64 років, 17,2 % — особи у віці 65 років та старші. Медіана віку мешканця становила 39,1 року. На 100 осіб жіночої статі у місті припадало 90,5 чоловіків;  на 100 жінок у віці від 18 років та старших — 87,5 чоловіків також старших 18 років.
Середній дохід на одне домашнє господарство  становив 87 441 долар США (медіана — 63 542), а середній дохід на одну сім'ю — 112 831 долар (медіана — 87 009). Медіана доходів становила 59 439 доларів для чоловіків та 48 706 доларів для жінок. За межею бідності перебувало 9,5 % осіб, у тому числі 17,1 % дітей у віці до 18 років та 4,5 % осіб у віці 65 років та старших.
Цивільне працевлаштоване населення становило 4990 осіб. Основні галузі зайнятості: освіта, охорона здоров'я та соціальна допомога — 41,5 %, роздрібна торгівля — 8,3 %, фінанси, страхування та нерухомість — 7,7 %.